# Saint-Georges-de-l'Oyapock
Saint-Georges-de-l'Oyapock, también conocido en español como San Jorge de Oyapoque, es una comuna ubicada al noreste de la Guayana Francesa. Tiene un área de 2.320 km² y una población de 3.946 habitantes (datos de 2011). 
Su capital se ubica a lado del río Oyapoque (que hace frontera con Brasil) y está del lado opuesto de la ciudad brasileña de Oiapoque. Desde 2004 está conectada con el resto de la Guayana Francesa a través de un camino asfaltado. Con un acuerdo firmado en 2005 por Brasil y Francia, se ha construido un puente sobre el río Oyapoque que fue abierto en 2010. Al inaugurar esta estructura es la primera vía que conecta por tierra a la Guayana Francesa con el resto de Sudamérica, y a su vez, con el resto de América.